# Syrat bröd
Syrat bröd är jäst vetebröd. Inom ortodoxa kyrkan används ett (eller fem) bröd vid nattvarden. Brödet kallas prosfora och är bakat utan animaliskt fett och är stämplat med en trästämpel. IC XC NI KA (Jesus Kristus segrar). Prästen skär ut delar av brödet vid proskomidin (förberedelsen), som föregår nattvarden. De utskurna delarna blir under nattvarden till Kristi kropp. Det som återstår delas efter nattvarden ut till församlingen som antidoron, välsignat bröd.